# Giugno

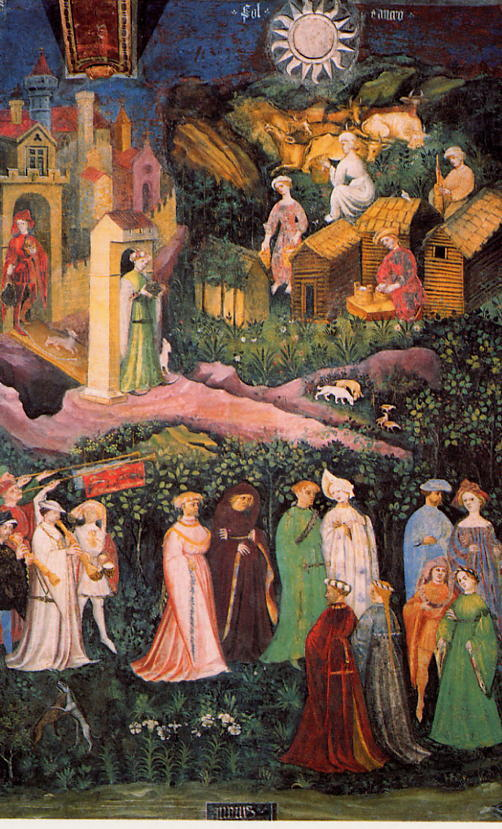
Giugno, con le attività a questo associate (dal Ciclo dei mesi nel Castello del Buonconsiglio a Trento)

Giugno è il sesto mese dell'anno secondo il calendario gregoriano, ed è il primo mese dell'estate nell'emisfero boreale e il primo dell'inverno nell'emisfero australe. Conta 30 giorni e si colloca nella prima metà di un anno civile.

## Storia

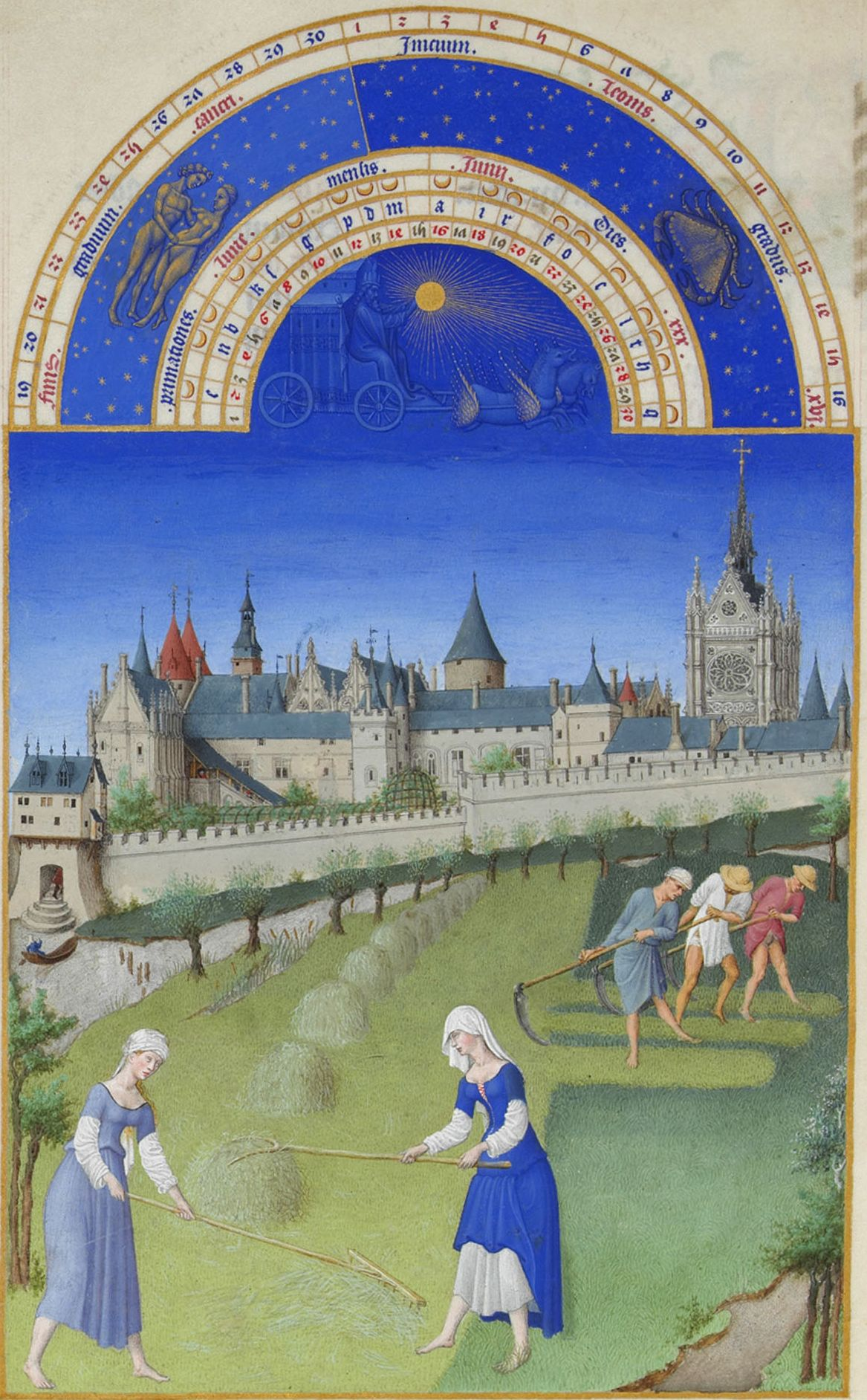
Juin, da Les très riches heures du duc de Berry, che raffigura falciatrici intente alla mietitura dei campi

Il nome giugno risale al latino Iunius [mensis], probabilmente una forma contratta di Iunonius, ovverosia "sacro a Giunone". Giunone era la dea romana del matrimonio e del parto. 

## Cultura
È denominato anche Mese del Sole o Mese della Libertà.
La denominazione Mese del Sole deriva dal fatto che in corrispondenza del 21º giorno del mese, ovvero nel solstizio d'estate, l'asse terrestre presenta un'inclinazione tale da garantire la massima durata di luce nell'arco di un giorno. In contrasto con il solstizio d'estate, il solstizio d'inverno, che cade il 22 dicembre, rappresenta il giorno dell'anno solare più corto, in quanto l'asse terrestre raggiunge un valore di declinazione negativa, rappresentando quindi l'inizio della stagione invernale nell'emisfero boreale.
La traduzione inglese del nome, June, viene usata come nome proprio femminile.
Nell'astrologia il mese di giugno è governato dai segni dei Gemelli e del Cancro: il Sole entra in quest'ultimo intorno al 21 giugno, cioè al solstizio, in concomitanza con la prima mietitura dei campi, e la cui celebrazione si prolunga al 24 del mese con la festa di San Giovanni, astronomicamente contrapposta al Natale.

## Ricorrenze
Nel Cattolicesimo a giugno c'è la devozione al Sacro Cuore di Gesù propagandata da Margherita Maria Alacoque.
- 2 giugno - Festa della Repubblica
- 24 giugno - Festa di san Giovanni